# Maliattha freda
Maliattha freda är en fjärilsart som beskrevs av Swinhoe 1891. Maliattha freda ingår i släktet Maliattha och familjen nattflyn. Inga underarter finns listade i Catalogue of Life.